# Giulia Fiume
Giulia Fiume (Catania, 22 maggio 1988) è un'attrice italiana.

## Carriera
Giulia Fiume si diploma presso l'Accademia Atman di Catania. All’età di 20 anni, una volta a Roma, calca grandi palchi al fianco di artisti come Carlo Croccolo ed Enzo Garinei, Corrado Tedeschi, Fioretta Mari, Lina Sastri, Giorgio Pasotti. Seguono più recenti prove da protagonista nei panni di Giulietta nel Romeo e Giulietta di Gianni Clementi ed anche In Love’s e Kamikaze per la regia di Claudio Boccaccini nel ruolo di Naomi.
Ultimamente in scena nella pièce Otto donne e un mistero, con Anna Galiena e Paola Gassman, per la regia di Guglielmo Ferro. Ha debuttato in TV in veste di protagonista nelle serie Sotto copertura 2, firmata da Giulio Manfredonia, Don Matteo 11 e Un passo dal cielo 5. Interpreta Carmela Lobosco nella serie Le indagini di Lolita Lobosco per la regia di Luca Miniero. Ha firmato ed interpretato una sitcom dal titolo via La Spezia 127 sul web.

## Filmografia

### Cinema
- Confusi e felici, regia di Massimiliano Bruno (2014)
- Suburra, regia di Stefano Sollima (2015)
- Infiniti, regia di Cristian De Mattheis (2023)
- L'amore e altre seghe mentali, regia di Giampaolo Morelli (2024)

### Televisione
- Romanzo siciliano – miniserie TV, episodio 1x05 (2016)
- Don Matteo – serie TV, 26 episodi (2016, 2018)
- Sotto copertura - La cattura Zagaria – serie TV (2017)
- Un passo dal cielo – serie TV, episodi 5x01-5x02 (2019)
- Le indagini di Lolita Lobosco – serie TV (2021-in corso)
- Sei donne - Il mistero di Leila, regia di  Vincenzo Marra – miniserie TV, 4 episodi (2023)

## Teatro
- Il testamento del Marchese del Grillo, di Mario Scaletta e Melania Fiore, regia di Gigi Palla (2008)
- A rotta di collo, testo e regia di Pier Francesco Pingitore, (2009)
- Le relazioni pericolose - Il musical, regia di Giovanni De Feudis (2010)
- Dolcemente complicate, regia di Giovanni De Feudis (2011)
- Pinocchio - Il musical, regia di Giovanni De Feudis (2012)
- Il diario, adattamento e regia di Toni Fornari, (2013)
- Amore, Psiche e psicolabili, testo e regia di Giulia Fiume (2013)
- Harry, ti presento i miei, scritto e diretto da Mario Scaletta (2014)
- Incendies, di Wajdi Mouawad, regia di Massimiliano Vado (2016)
- Victoire, di Dany Laurent, regia di Antonello Capodici (2016)
- La lupa, di Giovanni Verga, regia di Guglielmo Ferro (2017)
- Ophelìa, di Giacomo Sette, regia di Gianluca Merolli (2017)
- Romeo l'ultrà e Giulietta l'irriducibile, testo e regia di Gianni Clementi
- Generazione XX, di Anton Giulio Calenda, regia di Alessandro Di Murro (2018)
- Love's e Kamikaze, di Mario Moretti, regia di Claudio Boccacini (2019)
- Otto donne e un mistero, di Francois Ozon, regia di Guglielmo Ferro (2019)
- Storia di una capinera, adattatamento e regia di Matteo Tarasco (2019)
- Gente di facili costumi, di Nino Marino e Nino Manfredi, regia di Luca Manfredi (2023)
- L’Iliade, regia di Giuliano Peparini (2025)